# T・J・グレアム
トレバー・グレアム・ジュニア（Trevor "T. J." Graham Jr. 、1989年7月27日 - ）は、アメリカ合衆国ノースカロライナ州ローリー出身の元アメリカンフットボール選手。ポジションはワイドレシーバー（WR）。

## 経歴
高校時代は陸上競技もしており100mで10秒44、200mで20秒82を出した。
ノースカロライナ州立大学では4年間で46試合に出場、99回のレシーブで1,453ヤードを獲得、12TDをあげると共にキックオフリターンとして平均23ヤード以上、パントリターナーとして平均9.5ヤード、4TDをあげた。
2008年のボストンカレッジ戦では100ヤードのキックオフリターンTDをあげた。この年キックオフリターンで平均25.1ヤード、アトランティック・コースト・カンファレンスのセカンドチームに選ばれた。
2009年は足の複雑骨折のため、5試合に欠場した。
2010年春には陸上競技の2種目でNCAAインドア選手権の出場権を獲得、オールアメリカンセカンドチームに選ばれた。
ドラフトコンバインの40ヤード走では4秒41を出した。2012年のNFLドラフト3巡69位でバッファロー・ビルズに指名され、7月9日に契約を結んだ。
2014年8月30日にビルズから解雇された後、テネシー・タイタンズ、ニューヨーク・ジェッツ、ニューオーリンズ・セインツ、フィラデルフィア・イーグルス、カナディアン・フットボール・リーグのモントリオール・アルエッツ、カロライナ・パンサーズ、2度目のモントリオール・アルエッツを経て、2018年に引退した。

## 人物
スピードのあるレシーバーであるが、フィジカルに欠けており、密集地帯でのルートランニングに不安がある。

## 詳細情報

### 年度別成績

#### レギュラーシーズン
| 年度     | チーム   | 背 番 号 | 試合 | 試合 | ラン | ラン        | ラン             | ラン        | ラン | レシーブ | レシーブ    | レシーブ         | レシーブ    | レシーブ | ファンブル    | ファンブル |
| 年度     | チーム   | 背 番 号 | 出場 | 先発 | 回数 | 獲得 ヤード | 平均 獲得 ヤード | 最長 ヤード | TD   | 回数     | 獲得 ヤード | 平均 獲得 ヤード | 最長 ヤード | TD       | ファン ブル数 | ロスト     |
| -------- | -------- | -------- | ---- | ---- | ---- | ----------- | ---------------- | ----------- | ---- | -------- | ----------- | ---------------- | ----------- | -------- | ------------- | ---------- |
| 2012     | BUF      | 11       | 15   | 11   | 1    | 5           | 5.0              | 5           | 0    | 31       | 332         | 10.4             | 51          | 1        | 0             | 0          |
| 2013     | BUF      | 11       | 16   | 6    | 4    | 14          | 3.5              | 14          | 0    | 23       | 361         | 15.7             | 47          | 2        | 1             | 0          |
| 2014     | NYJ      | 10       | 12   | 2    | —    | —           | —                | —           | —    | 3        | 87          | 29.0             | 67          | 1        | 0             | 0          |
| 2015     | NO       | 17       | 4    | 1    | —    | —           | —                | —           | —    | 4        | 24          | 6.0              | 18          | 0        | 0             | 0          |
| NFL：4年 | NFL：4年 | NFL：4年 | 47   | 18   | 5    | 19          | 3.8              | 14          | 0    | 61       | 794         | 13.0             | 67          | 4        | 1             | 0          |

- 2015年度シーズン終了時
- 太字は自身最高記録